# Dana (Iowa)
Dana – miasto w Stanach Zjednoczonych, w stanie Iowa, w hrabstwie Greene.

## Demografia
Zgodnie ze spisem statystycznym z 2000, miasto liczyło 84 mieszkańców. W 2023 liczba mieszkańców spadła do 34 osób, a gęstość zaludnienia poniżej 49 osób/km².